# Fresh (1994)
Fresh é um filme de drama policial franco-estadunidense de 1994 dirigido por Boaz Yakin. Fala sobre o xadrez como estratégia para o mundo real, e traz como temática principal o envolvimento dos jovens com o mundo das drogas e da delinquência.

## Sinopse
Desiludido pelas dificuldades da vida, Michael (Sean Nelson), um garoto negro de 12 anos, inteligente, apelidado de Fresh, trafica drogas, por intermédio do traficante Esteban (Giancarlo Esposito), para sobreviver e ajudar a família. Lutando da única maneira que sabe fazer, Fresh desafia as desigualdades indo adiante em crimes locais e num perigoso jogo de sobrevivência! Esporadicamente Fresh se encontra com o pai Sam (Samuel L. Jackson), que se tornou mendigo. Sam ensina o filho a jogar xadrez e mais, a encarar a vida como um tabuleiro, no qual as peças devem ser movimentadas após muito raciocínio. Ao longo da história, Fresh, que não usa drogas, tenta salvar sua irmã Nichole (N’Bushe Wright), dependente química que namora um traficante poderoso. Como num jogo, ele esquematiza seu golpe de mestre e com um xeque mate consegue se vingar.

## Elenco
- Sean Nelson: Fresh
- Giancarlo Esposito: Esteban
- Samuel L. Jackson: Sam
- N'Bushe Wright: Nichole
- Ron Brice: Corky
- Jean-Claude La Marre: Jake
- José Zúñiga: Lt. Perez
- Luis Lantigua: Chuckie
- Yul Vazquez: Chillie
- Cheryl Freeman: Aunt Frances
- Anthony Thomas: Red
- Curtis L. McClarin: Darryl
- Charles Malik Whitfield: Smokey
- Víctor González: Herbie
- Guillermo Díaz: Spike

## Trilha sonora
- “Jesus Children of America”
- Escrita por Stevie Wonder
- Publicada por Black Bull Music/Jobete Music Co.
- Interpretada por Johnny Gill
- “The Ghetto”
- Escrita por Hathaway & Hutson
- Publicada por Peer International Corp./Don Pow Music
- Interpretada por Johnny Gill
- “Ah-Vah”
- Escrita por Aida Periera
- Publicada por Full Keel Music Co. (ASCAP)
- Interpretada por Tito Punete Orchestra
- “La Que Mas Menea”
- Escrita por Ruben D.J.
- Publicada por Nueva Era Musical (ASCAP)
- Interpretada por Ruben D.J.